# 万博省
萬博省（葡萄牙語：Huambo）位於安哥拉中部，與本吉拉省、比耶省、南廣薩省、威拉省等省份相鄰。